# Helina johnsoni
Helina johnsoni är en tvåvingeart som beskrevs av Malloch 1920. Helina johnsoni ingår i släktet Helina och familjen husflugor. Inga underarter finns listade i Catalogue of Life.